# Hôtel de Marignane
 (avril 2020).
L'Hôtel de Marignane est un hôtel particulier situé au n° 12 rue Mazarine, à Aix-en-Provence, Provence-Alpes-Côte d'Azur, France.

## Historique
Le bâtiment fut construit à la fin du XVIIe siècle pour François et Marc Antoine d'Albert. 
Il fut vendu vers 1745 à Joseph Marie de Covet, marquis de Marignane.
Pendant qu'il appartenait aux Marignane, l'hôtel particulier fut le témoin d'une aventure impliquant le grand orateur aixois Mirabeau: encore jeune homme, et ne s'embarrassant guère de scrupules, l'avocat séduisit la jeune demoiselle de Marignane (riche héritière)... mais le père ne voulant pas la laisser partir avec ce petit noble, Mirabeau s'arrangea pour que sa relation se sache publiquement (il se montra en déshabillé au petit jour à la fenêtre de la demoiselle); ce qui devait attirer une honte publique sur la famille des Marignane. Afin d'éviter l'esclandre, le mariage est alors inévitable. 
Mais le beau-père Marignane, qui se montre rancunier, coupa les vivres au jeune couple et Mirabeau, se retrouvant criblé de dettes, sera temporairement emprisonné au château d'If.

## Architecture
La façade est sobre et fut remaniée au XVIIIe siècle.